# دریاچه تانا

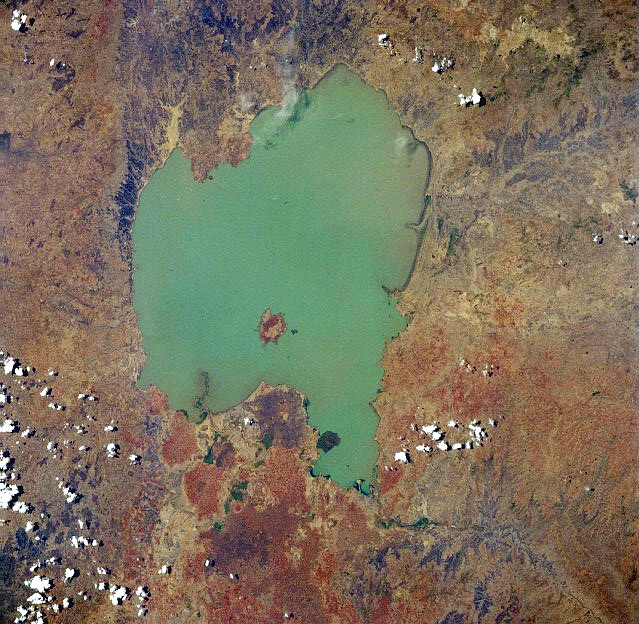
دریاچهٔ تانا در آوریل ۱۹۹۱

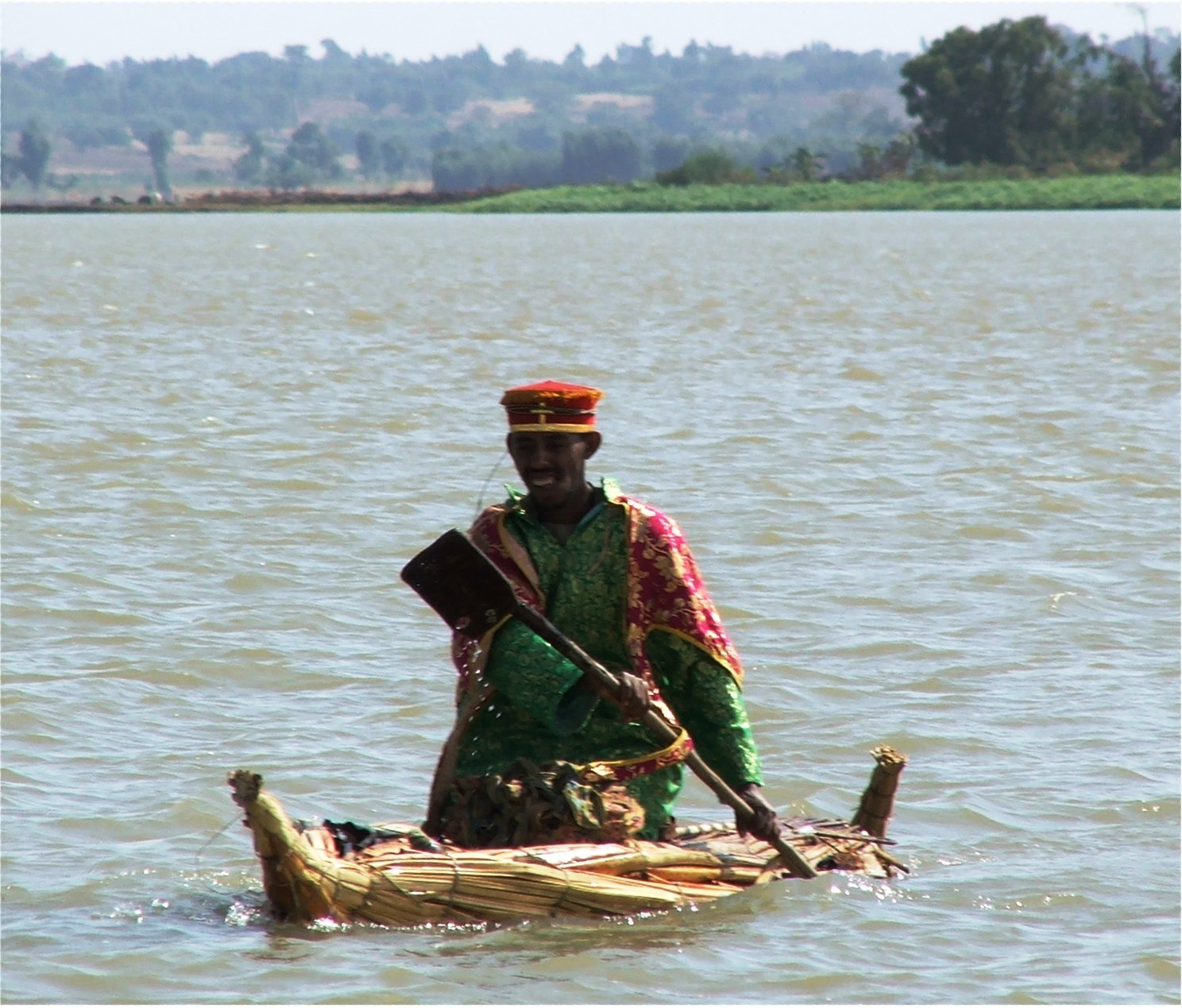
کشیش کلیسای ارتدکس اتیوپی در قایق پاپیروسی خود روی دریاچه

دریاچه تانا یا دریاچه تسانا بزرگترین دریاچهٔ کشور آفریقایی اتیوپی است که در شمال غربی این کشور و در جنوب قندار در ۱٬۸۰۰ متر بالاتر از سطح دریا قرار دارد. این دریاچه منبع اصلی آب رود نیل آبی است و خود توسط بیش از ۶۰ رود و نهر تغذیه می‌شود. دریاچهٔ تانا مساحتی پیرامون ۳٬۶۷۳ کیلومتر مربع را در بر می‌گیرد و حداکثر عمق آن ۱۴ متر است.
یونانیان باستان این دریاچه را با نام Pseboa یا Koloe می‌شناختند. در طی قرون وسطی صومعه‌هایی قبطی در جزایر داک و داگا در این دریاچه ساخته شد که در سده‌های ۱۶ و ۱۷ مورد زیارت یسوعی‌های پرتغالی قرار می‌گرفت. در ۱۷۷۰ نیز جیمز بروس اسکاتلندی که در جستجوی سرچشمهٔ رود نیل بود به سواحل جنوبی دریاچهٔ تانا رسید.
به سبب بارش فراوان باران در منطقهٔ این دریاچه محصولاتی همچون غلات، دانه‌های روغنی و قهوه درآنجا کشت می‌شود. همچنین دامداری و ماهیگیری (که از درون قایقی ساخته‌شده از پاپیروس به‌نام tanqua انجام می‌گیرد) از اهمیت فراوانی در این منطقه برخوردار است.